# Dendermonde
Dendermonde (tiếng Pháp: Termonde) là một thành phố đô thị tọa lạc ở vùng Flanders tỉnh Oost-Vlaanderen. Đô thị này bao gồm thành phố of Dendermonde và các thị xã Appels, Baasrode, Grembergen, Mespelare, Oudegem, Schoonaarde, và Sint-Gillis-bij-Dendermonde. Dendermonde tọa lạc ở cửa sông Dender, nơi sông này đổ vào Scheldt.

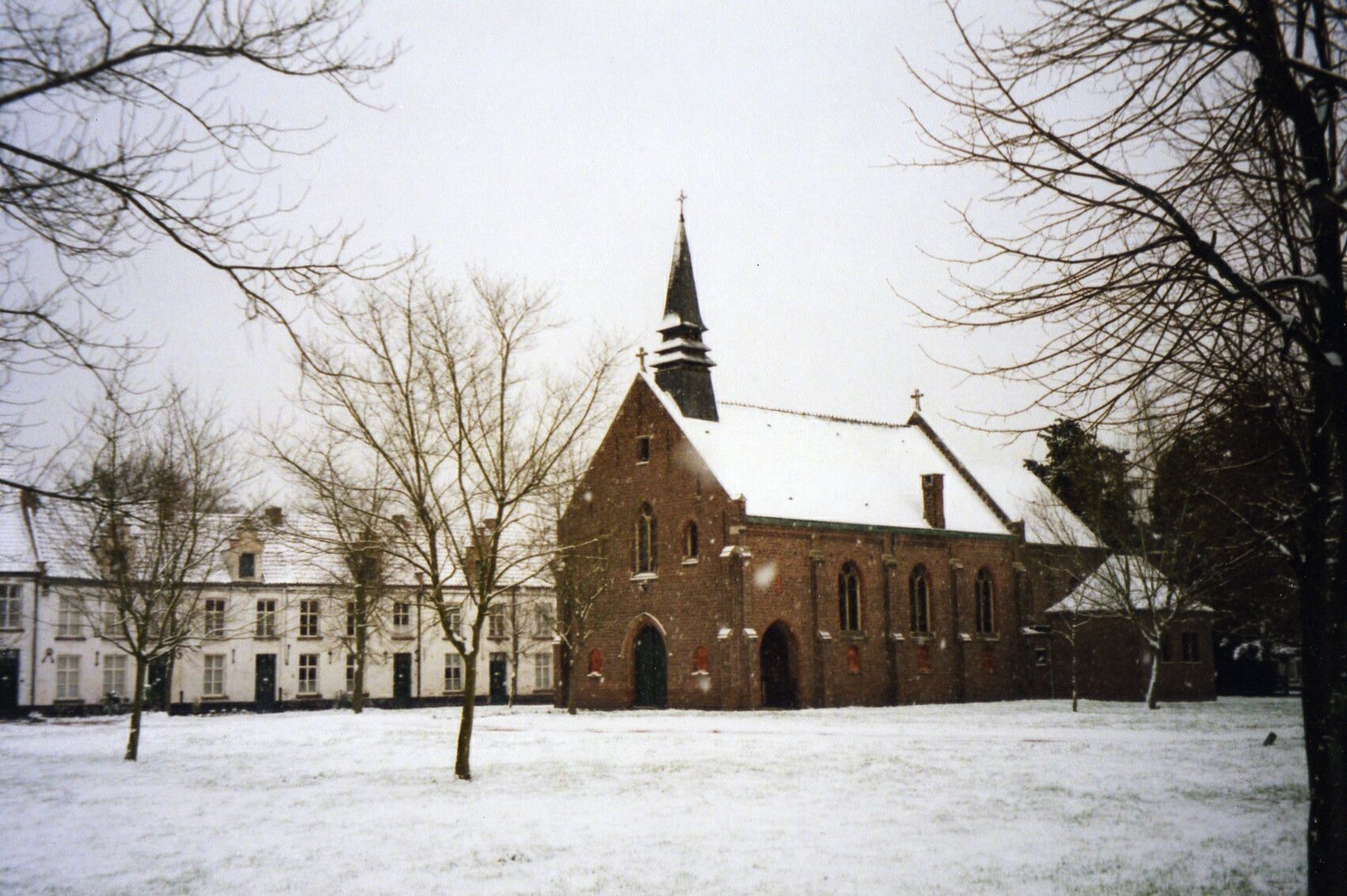
Dendermonde beguinage

## Thành phố kết nghĩa
- Hà Lan: Geldrop
- Đức: Nienburg, Lower Saxony
- Bulgaria: Blagoevgrad